# Courset
Pour les articles homonymes, voir Course.
Courset est une commune française située dans le département du Pas-de-Calais en région Hauts-de-France. Ses habitants sont appelés les Coursetois.
La commune fait partie de la communauté de communes de Desvres - Samer qui regroupe 31 communes et compte 23 221 habitants en 2021.
Le territoire de la commune est situé dans le parc naturel régional des Caps et Marais d'Opale.

## Géographie

### Localisation
Localisée dans l'ouest du département du Pas-de-Calais, Courset est une commune limitrophe, au nord, de la commune de Desvres et située, à vol d'oiseau, à 18 km au sud-est de la commune de Boulogne-sur-Mer (chef-lieu d'arrondissement).
Le territoire de la commune est limitrophe de ceux de six communes.
Les communes limitrophes sont Desvres, Longfossé, Menneville, Saint-Martin-Choquel, Bécourt et Doudeauville.

### Géologie et relief
La superficie de la commune est de 10,24 km2 ; son altitude varie de 121  à   209 m.
La commune se situe immédiatement au sud de la boutonnière du Boulonnais, de ses coteaux calcaires, et du Mont Pelé. L'altitude, de 209 m au sud-ouest (maximum communal), est d'environ 200 m le long de la limite nord (dont Mont Liébaut). Plus au sud, plusieurs vallons sont creusés. Le principal vallon (vallée de la Marque) est celui qui forme la vallée de la Course au-delà du territoire communal, et qui descend à 125 m sur la commune. Le village se situe entre la vallée Berquier et la vallée Saint-Maurice.

### Hydrographie
La commune est située dans le bassin Artois-Picardie. Elle n'est drainée par aucun cours d'eau,.

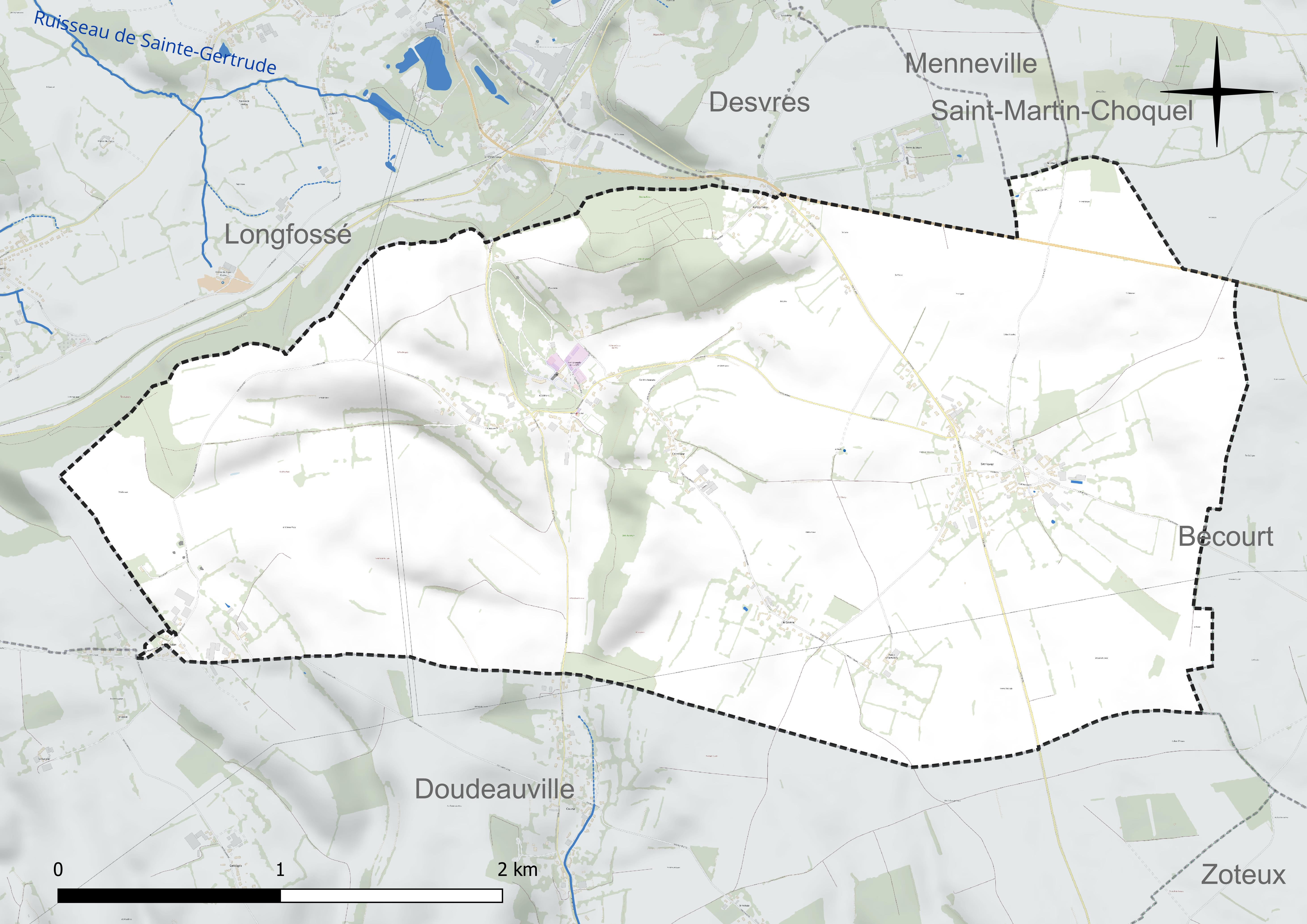
Réseau hydrographique de Courset.

### Climat
Pour des articles plus généraux, voir Climat des Hauts-de-France et Climat du Pas-de-Calais.
En 2010, le climat de la commune est de type climat océanique franc, selon une étude du CNRS s'appuyant sur une série de données couvrant la période 1971-2000. En 2020, Météo-France publie une typologie des climats de la France métropolitaine dans laquelle la commune est exposée à un climat océanique et est dans la région climatique Côtes de la Manche orientale, caractérisée par un faible ensoleillement (1 550 h/an) ; forte humidité de l'air (plus de 20 h/jour avec humidité relative > 80 % en hiver), vents forts fréquents.
Pour la période 1971-2000, la température annuelle moyenne est de 9,8 °C, avec une amplitude thermique annuelle de 12,8 °C. Le cumul annuel moyen de précipitations est de 978 mm, avec 13,2 jours de précipitations en janvier et 9 jours en juillet. Pour la période 1991-2020, la température moyenne annuelle observée sur la station météorologique la plus proche, située sur la commune de Nielles-lès-Bléquin à 14 km à vol d'oiseau, est de 10,6 °C et le cumul annuel moyen de précipitations est de 976,9 mm,. Pour l'avenir, les paramètres climatiques de la commune estimés pour 2050 selon différents scénarios d'émission de gaz à effet de serre sont consultables sur un site dédié publié par Météo-France en novembre 2022.

### Paysages
Pour un article plus général, voir Paysage en France.
La commune est située à la jonction de deux paysages tels qu'ils sont définis dans l'atlas des paysages de la région Nord-Pas-de-Calais, conçu par la direction régionale de l'Environnement, de l'Aménagement et du Logement (DREAL), : 
- le « paysage montreuillois » , qui concerne 98 communes, se délimite : à l'Ouest par des falaises qui, avec le recul de la mer, ont donné naissance aux bas-champs ourlées de dunes ; au Nord par la boutonnière du Boulonnais ; au sud par le vaste plateau formé par la vallée de l'Authie, et à l'Est par les paysages du Ternois et de Haut-Artois. Ce paysage régional, avec, dans son axe central, la vallée de la Canche et ses nombreux affluents comme la Course, la Créquoise, la Planquette…, offre une alternance de vallées et de plateaux, appelée « ondulations montreuilloises ». Dans ce paysage, et plus particulièrement sur les plateaux, on cultive la betterave sucrière, le blé et le maïs, et les plateaux entre la Ternoise et la Créquoise sont couverts de vastes massifs forestiers comme la forêt d'Hesdin, les bois de Fressin, Sains-lès-Fressin, Créquy…[12].

- les « paysages des hauts plateaux artésiens », qui concernent 77 communes du Pas-de-Calais, se situent à l'extrémité ouest des collines de l'Artois qui traversent le Pas-de-Calais d'Arras au Boulonnais. L'alltitude de ces paysages dépassent les 180 mètres. Ces dimensions sont modestes, d'une quinzaine de kilomètres du sud-est au nord-ouest et d'une vingtaine de kilomètres dans sa dimension la plus grande[13].

Ces « paysages des hauts plateaux artésiens », appelés aussi « Haut Artois », se caractérisent par trois ensembles écopaysagers :
- - l'ensemble mésophile ouvert du plateau artésien calcaire ;
  - l'ensemble alluvial des fonds de vallée de la Lys et de l'Aa ;
  - l'ensemble calcicole des versants calcaires des vallées[13].

Le « Haut Artois » dispose d'une importante densité de corridors biologiques bien interconnectés.
Dans le « Haut Artois », pas de villes, c'est une des rares terres rurales de la région, les communes les plus importantes sont, du nord au sud, Lumbres, Fauquembergues et Fruges. Le « Haut Artois », drainé par l'Aa et la Lys, constitue le sommet de l'anticlinal artésien, paysage ventée, froid et aux précipitations importantes qui en font le château d'eau régional.
Leș cultures représentent environ 60 % des sols, les prairies entre 26 et 27 %, les bois de 5 à 8 % et les villages et bourgs de 5 à 8 %, l'industrie y est peu présente.

### Milieux naturels et biodiversité

#### Espace protégé
La protection réglementaire est le mode d'intervention le plus fort pour préserver des espaces naturels remarquables et leur biodiversité associée.
Dans ce cadre, la commune fait partie d'un espace protégé : le parc naturel régional des Caps et Marais d'Opale, d'une superficie de 132 499 ha réparties sur 154 communes, géré par le syndicat mixte d'aménagement et de gestion du parc naturel régional des Caps et Marais d'Opale.

#### Zones naturelles d'intérêt écologique, faunistique et floristique
L'inventaire des zones naturelles d'intérêt écologique, faunistique et floristique (ZNIEFF) a pour objectif de réaliser une couverture des zones les plus intéressantes sur le plan écologique, essentiellement dans la perspective d'améliorer la connaissance du patrimoine naturel national et de fournir aux différents décideurs un outil d'aide à la prise en compte de l'environnement dans l'aménagement du territoire.
Le territoire communal comprend deux ZNIEFF de type 1 : 
- le bois de l'Eperche, le coteau de Longfossé et la pelouse du Molinet. Ce site appartient au complexe écologique constitué par la cuesta crayeuse du haut Boulonnais[16] ;
- les coteaux de la haute vallée de la Course à Doudeauville et au Courset. Cette ZNIEFF, composée de trois sites disjoints, est principalement composée de pelouses. Les altitudes, qui varient de 94 m à 194 m, sont parmi les plus élevées du département[17].

et deux ZNIEFF de type 2 : 
- la vallée de la Course. Elle se situe dans le pays de Montreuil et plus précisément dans l'entité paysagère des ondulations montreuilloises[18] ;
- la cuesta du Boulonnais entre Neufchâtel-Hardelot et Colembert. Cette ZNIEFF marque la séparation entre les terrains du Jurassiques du Bas-Boulonnais et les plateaux crayeux des hautes terres Artésiennes[19].

Carte des ZNIEFF de type 1 et 2 sur la commune
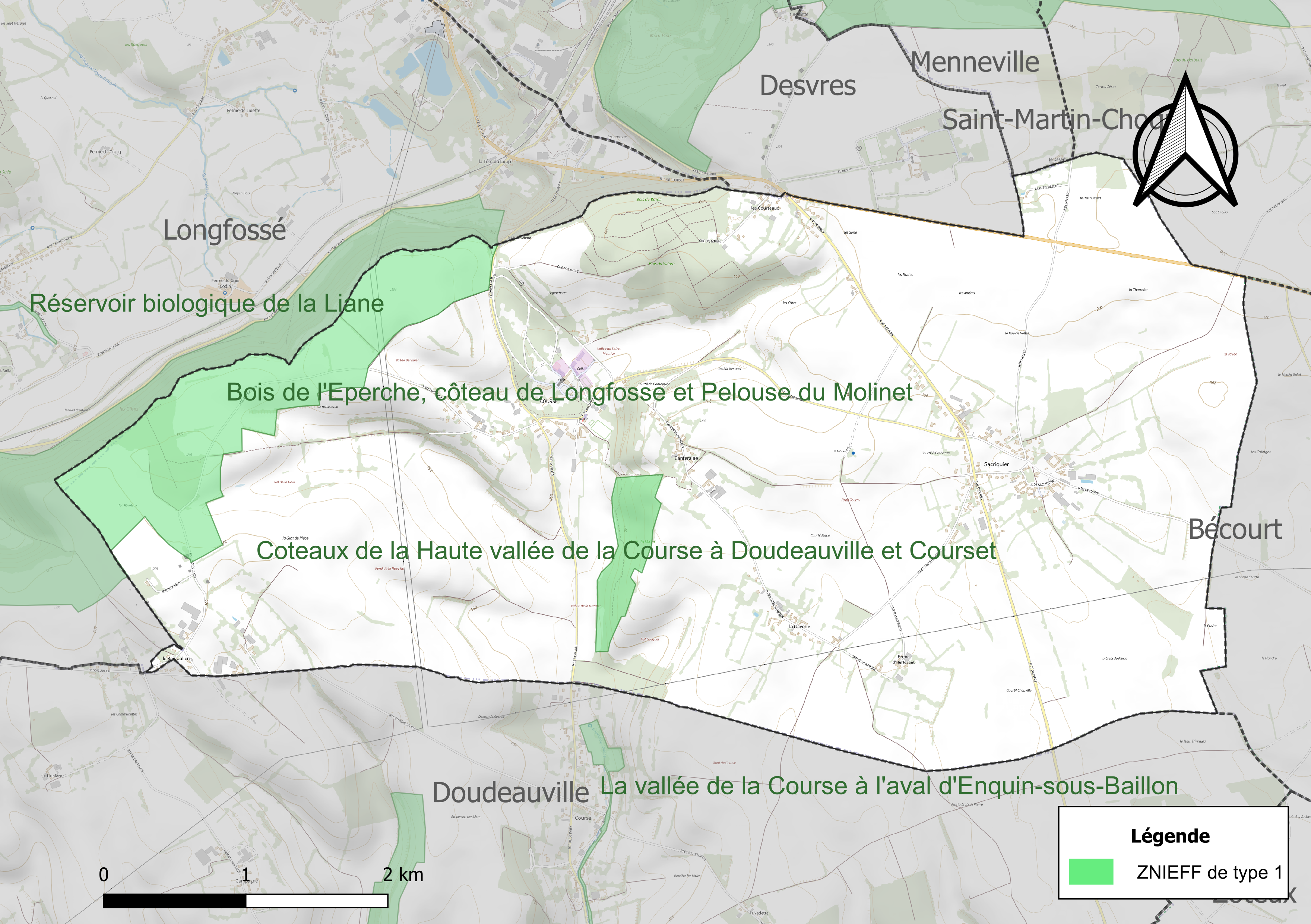
Carte des ZNIEFF de type 1 sur la commune.
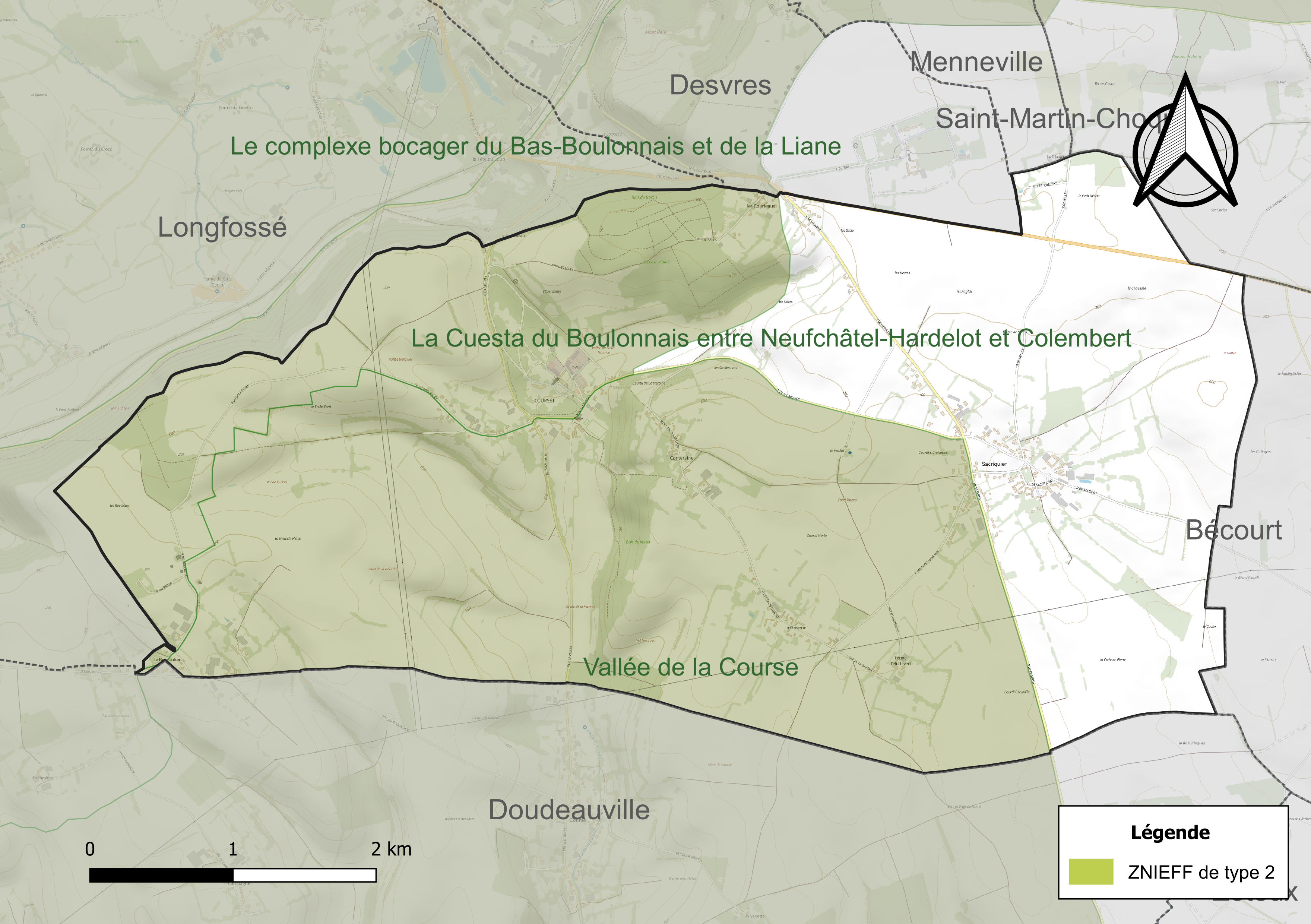
Carte des ZNIEFF de type 2 sur la commune.

#### Réseau Natura 2000
Le réseau Natura 2000 est un réseau écologique européen de sites naturels d'intérêt écologique élaboré à partir des directives « habitats » et « oiseaux ». Ce réseau est constitué de zones spéciales de conservation (ZSC) et de zones de protection spéciale (ZPS). Dans les zones de ce réseau, les États membres s'engagent à maintenir dans un état de conservation favorable les types d'habitats et d'espèces concernés, par le biais de mesures réglementaires, administratives ou contractuelles.
Sur la commune, un site Natura 2000 de type B est défini en site d'importance communautaire (SIC) : les pelouses et bois neutrocalcicoles de la cuesta sud du Boulonnais. Ce site, créé par un arrêté du 13 avril 2007, a une superficie de 420 ha et une altitude qui varie de 65 mètres à 200 mètres.

## Urbanisme

### Typologie
Au 1er janvier 2024, Courset est catégorisée commune rurale à habitat dispersé, selon la nouvelle grille communale de densité à sept niveaux définie par l'Insee en 2022.
Elle est située hors unité urbaine. Par ailleurs la commune fait partie de l'aire d'attraction de Boulogne-sur-Mer, dont elle est une commune de la couronne,. Cette aire, qui regroupe 80 communes, est catégorisée dans les aires de 50 000 à moins de 200 000 habitants,.

### Occupation des sols
L'occupation des sols de la commune, telle qu'elle ressort de la base de données européenne d'occupation biophysique des sols Corine Land Cover (CLC), est marquée par l'importance des territoires agricoles (92,4 % en 2018), une proportion sensiblement équivalente à celle de 1990 (93,2 %). La répartition détaillée en 2018 est la suivante : 
terres arables (64,4 %), prairies (18,1 %), zones agricoles hétérogènes (9,9 %), forêts (5,1 %), zones urbanisées (2,4 %). L'évolution de l'occupation des sols de la commune et de ses infrastructures peut être observée sur les différentes représentations cartographiques du territoire : la carte de Cassini (XVIIIe siècle), la carte d'état-major (1820-1866) et les cartes ou photos aériennes de l'IGN pour la période actuelle (1950 à aujourd'hui).

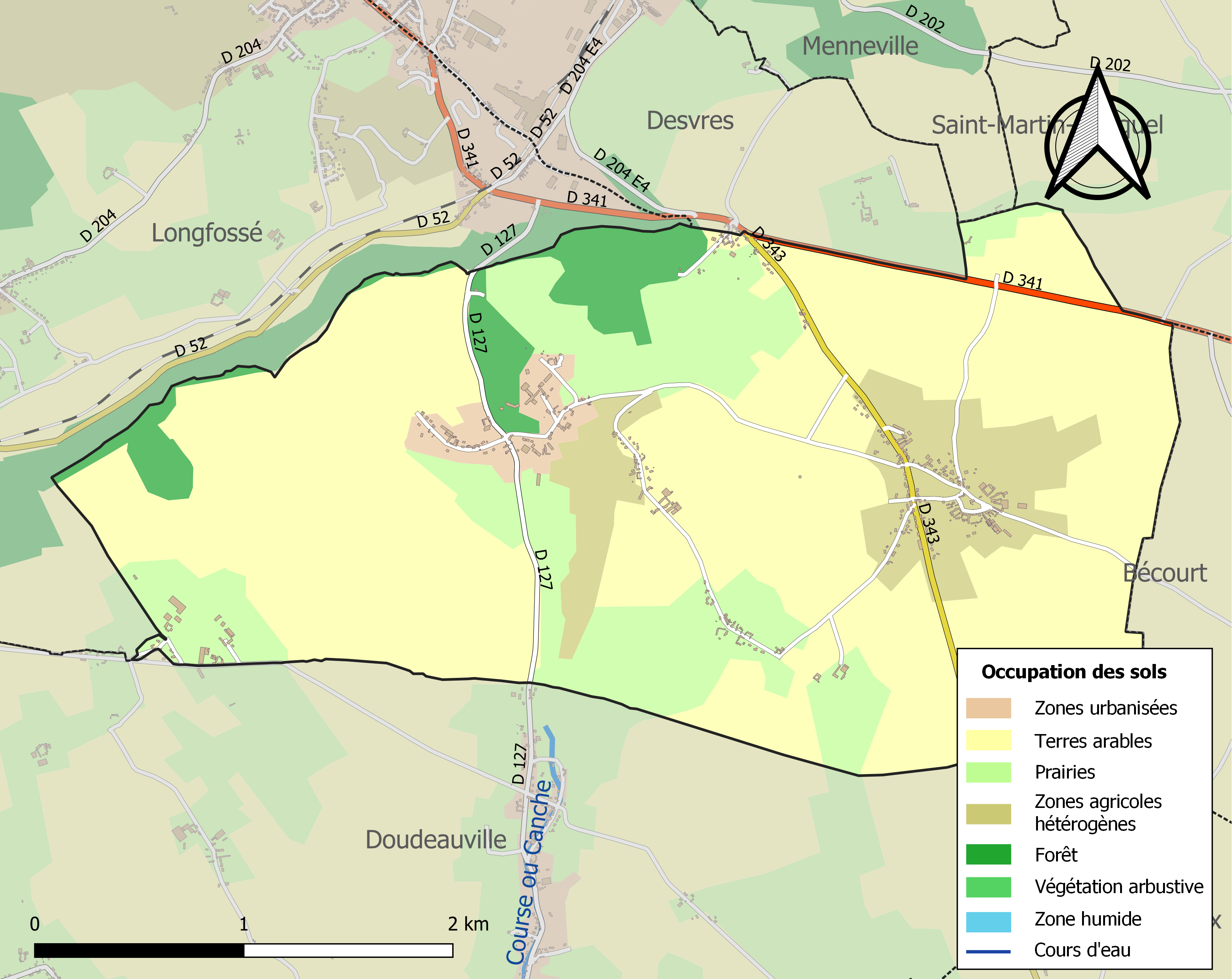
Carte des infrastructures et de l'occupation des sols de la commune en 2018 (CLC).

### Morphologie urbaine
L'urbanisation se répartit en hameaux - dont constructions anciennes (le principal étant Sacriquier) - et urbanisations linéaires - récentes. Le parc du château constitue un ensemble arboré qui coupe cette urbanisation. On compte par ailleurs une dizaine de corps de ferme.

### Voies de communication et transports

#### Voies de communication
La commune est desservie par les routes départementales D 127, D 343 et la D 341, appelée chaussée Brunehaut, qui relie Sainte-Catherine et Saint-Martin-Boulogne.

#### Transport ferroviaire
La commune se trouve à 16 km, à l'est, de la gare d'Hesdigneul, située sur les lignes de Longueau à Boulogne-Ville et de Saint-Omer à Hesdigneul, desservie par des trains régionaux du réseau TER Hauts-de-France.

## Toponymie
Le nom de la localité est attesté sous les formes Curset en 1203, Curs en 1208, Courset vers 1512, Coursset en 1739, Courset depuis 1793 et 1801,.
Courset est le diminutif de « Course », rivière naissante qui traverse la commune et qui prend sa source au hameau du même nom sur la commune de Doudeauville et se jette dans la Canche, à Attin.

## Histoire
Courset était autrefois l'une des douze baronnies du comté de Boulogne.
Guillaume de La Folie, seigneur sur la commune actuelle de Courset, meurt à la bataille d'Azincourt en 1415.

## Politique et administration

### Découpage territorial
La commune se trouve dans l'arrondissement de Boulogne-sur-Mer du département du Pas-de-Calais, depuis 1801.

#### Commune et intercommunalités
La commune est membre de la communauté de communes de Desvres - Samer.

#### Circonscriptions administratives
La commune est rattachée au canton de Desvres, depuis 1793 et 1801.

#### Circonscriptions électorales
Pour l'élection des députés, la commune fait partie de la sixième circonscription du Pas-de-Calais.

### Élections municipales et communautaires

#### Liste des maires
| Période                                  | Période                   | Identité          | Étiquette | Qualité                                                                    |
| ---------------------------------------- | ------------------------- | ----------------- | --------- | -------------------------------------------------------------------------- |
| Les données manquantes sont à compléter. |                           |                   |           |                                                                            |
|                                          | mars 1989                 | Albert Pochet     | SE        |                                                                            |
| mars 1989                                | mars 2001                 | Marcel Pochet     | SE        |                                                                            |
| mars 2001                                | mars 2008                 | Jean-Luc Marcotte | DVD       |                                                                            |
| mars 2008                                | En cours (au 30 mai 2020) | Marc Denavaut     | SE        | Logisticien Réélu pour le mandat 2014-2020, Réélu pour le mandat 2020-2026 |

## Équipements et services publics

### Enseignement
La commune est située dans l'académie de Lille et dépend, pour les vacances scolaires, de la zone B.
L'école est en regroupement pédagogique (RP) avec Zoteux (120 élèves au total). La commune a la charge de 65 élèves. Il existe par ailleurs un établissement privé de 200 élèves (jusqu'au collège).

### Justice, sécurité, secours et défense
La commune dépend du tribunal judiciaire de Boulogne-sur-Mer, du conseil de prud'hommes de Boulogne-sur-Mer, de la cour d'appel de Douai, du tribunal de commerce de Boulogne-sur-Mer, du tribunal administratif de Lille, de la cour administrative d'appel de Douai, de la cour administrative d'appel de Douai, du pôle nationalité du tribunal judiciaire de Boulogne-sur-Mer et du tribunal pour enfants de Boulogne-sur-Mer.

## Population et société

### Démographie
Les habitants sont appelés les Coursetois.

#### Évolution démographique
L'évolution du nombre d'habitants est connue à travers les recensements de la population effectués dans la commune depuis 1793. Pour les communes de moins de 10 000 habitants, une enquête de recensement portant sur toute la population est réalisée tous les cinq ans, les populations de référence des années intermédiaires étant quant à elles estimées par interpolation ou extrapolation. Pour la commune, le premier recensement exhaustif entrant dans le cadre du nouveau dispositif a été réalisé en 2007.

En 2022, la commune comptait 509 habitants, en évolution de −1,55 % par rapport à 2016 (Pas-de-Calais : −0,72 %, France hors Mayotte : +2,11 %).
| 1793 | 1800 | 1806 | 1821 | 1831 | 1836 | 1841 | 1846 | 1851 |
| ---- | ---- | ---- | ---- | ---- | ---- | ---- | ---- | ---- |
| 327  | 450  | 443  | 461  | 401  | 411  | 389  | 380  | 390  |

| 1856 | 1861 | 1866 | 1872 | 1876 | 1881 | 1886 | 1891 | 1896 |
| ---- | ---- | ---- | ---- | ---- | ---- | ---- | ---- | ---- |
| 368  | 350  | 355  | 351  | 403  | 412  | 421  | 457  | 481  |

| 1901 | 1906 | 1911 | 1921 | 1926 | 1931 | 1936 | 1946 | 1954 |
| ---- | ---- | ---- | ---- | ---- | ---- | ---- | ---- | ---- |
| 421  | 465  | 463  | 424  | 400  | 367  | 366  | 407  | 405  |

| 1962 | 1968 | 1975 | 1982 | 1990 | 1999 | 2006 | 2007 | 2012 |
| ---- | ---- | ---- | ---- | ---- | ---- | ---- | ---- | ---- |
| 355  | 338  | 363  | 334  | 365  | 396  | 439  | 445  | 506  |

| 2017 | 2022 | - | - | - | - | - | - | - |
| ---- | ---- | - | - | - | - | - | - | - |
| 515  | 509  | - | - | - | - | - | - | - |

#### Pyramide des âges
En 2018, le taux de personnes d'un âge inférieur à 30 ans s'élève à 33,9 %, soit en dessous de la moyenne départementale (36,7 %). De même, le taux de personnes d'âge supérieur à 60 ans est de 24,5 % la même année, alors qu'il est de 24,9 % au niveau départemental.
En 2018, la commune comptait 243 hommes pour 272 femmes, soit un taux de 52,82 % de femmes, légèrement supérieur au taux départemental (51,5 %).
Les pyramides des âges de la commune et du département s'établissent comme suit.
| Hommes | Classe d’âge | Femmes |
| ------ | ------------ | ------ |
| 1,7    | 90 ou +      | 0,8    |
| 5,4    | 75-89 ans    | 8,5    |
| 12,9   | 60-74 ans    | 19,3   |
| 23,5   | 45-59 ans    | 18,8   |
| 21,8   | 30-44 ans    | 19,4   |
| 14,4   | 15-29 ans    | 13,6   |
| 20,4   | 0-14 ans     | 19,7   |

| Hommes | Classe d’âge | Femmes |
| ------ | ------------ | ------ |
| 0,5    | 90 ou +      | 1,6    |
| 5,6    | 75-89 ans    | 8,9    |
| 16,7   | 60-74 ans    | 18,1   |
| 20,2   | 45-59 ans    | 19,2   |
| 18,9   | 30-44 ans    | 18,1   |
| 18,2   | 15-29 ans    | 16,2   |
| 19,9   | 0-14 ans     | 17,9   |

### Manifestations culturelles et festivités
La commune participe à la manifestation « Les étincelles de la vallée de la Course », qui se déroule chaque année à la mi-août dans quinze villages de la vallée et où les visiteurs découvrent les illuminations et les animations de la vallée,.

### Sports et loisirs
En 2012, un terrain de jeux et un terrain de rugby sont aménagés.

## Culture locale et patrimoine

### Lieux et monuments

#### Monument historique
- La fermette située au 52, rue des Trois-Hameaux au hameau de la Gaverie : la maison, la grange attenante et ses dépendances avec ses clôtures et la haie formée de tilleuls taillés en espaliers font l'objet d'une inscription au titre des monuments historiques depuis le 5 février 2007[49]. C'est un édifice datant du milieu du XIXe siècle constitué d'une petite maison basse sur un solin de silex, aux murs de torchis et toiture de pannes artésiennes, d'une grange en retour sur cour. À l'intérieur, on y trouve une grande cheminée, un four à pain et des menuiseries d'origine.

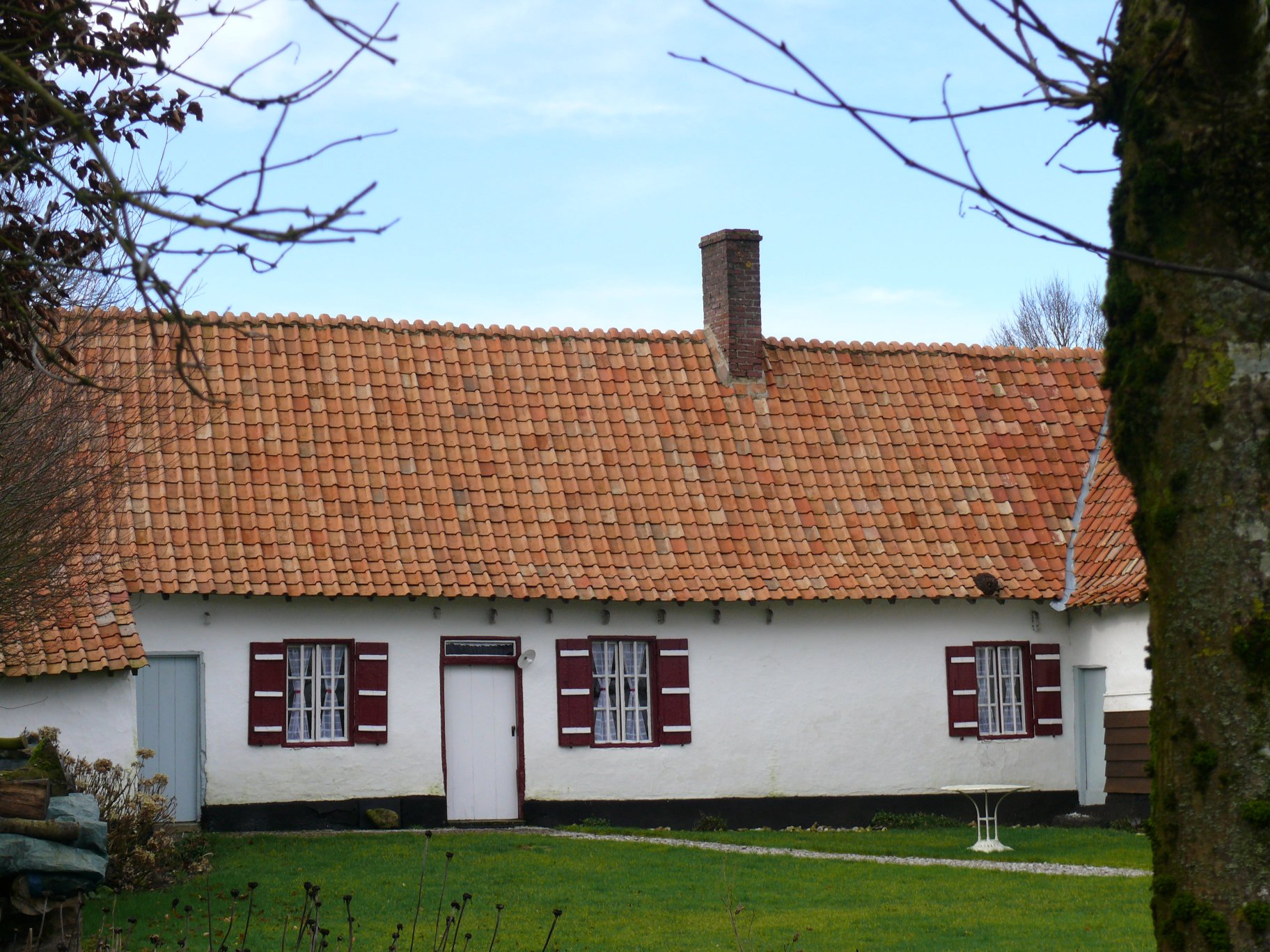
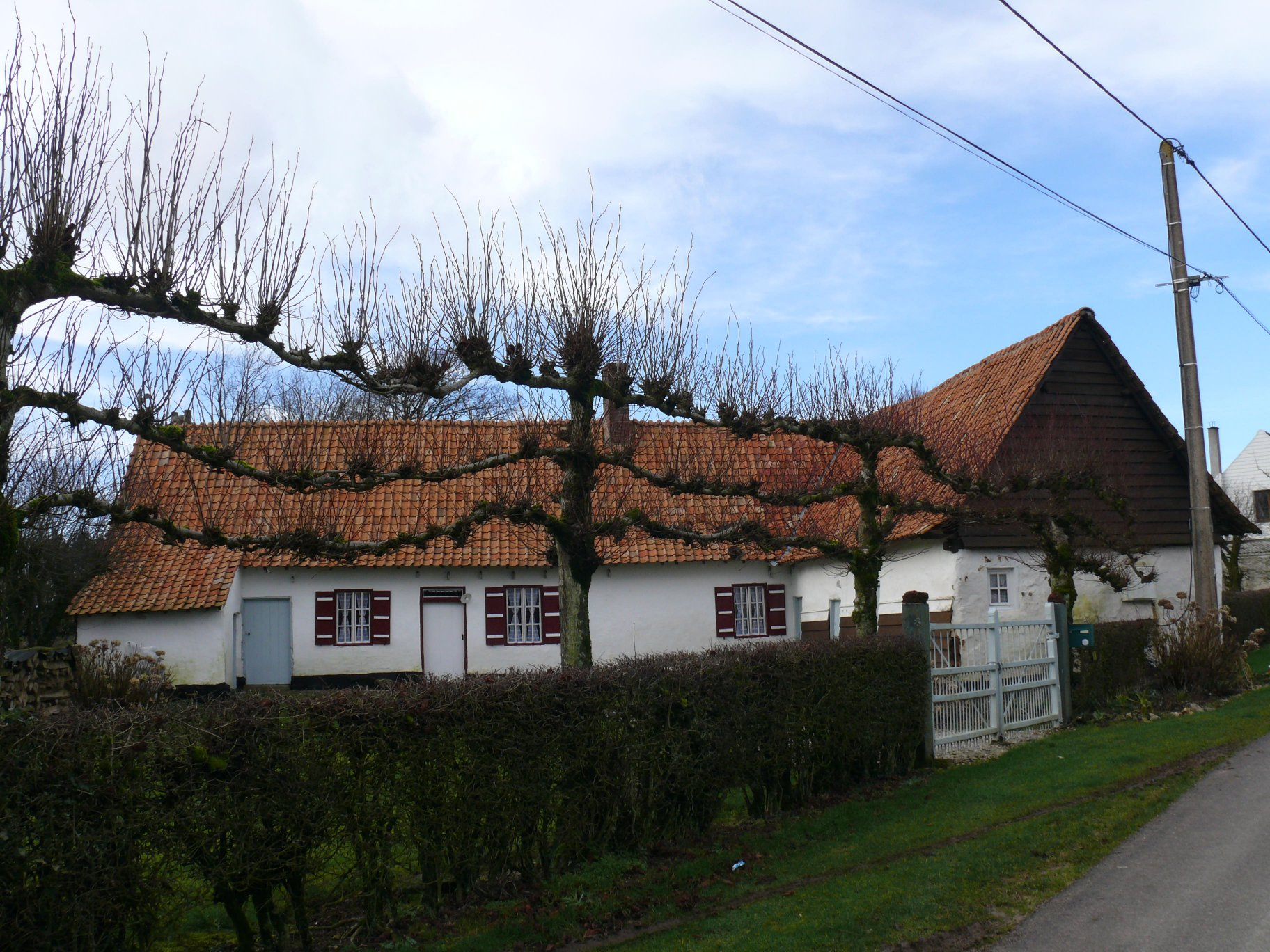

#### Autres lieux et monuments

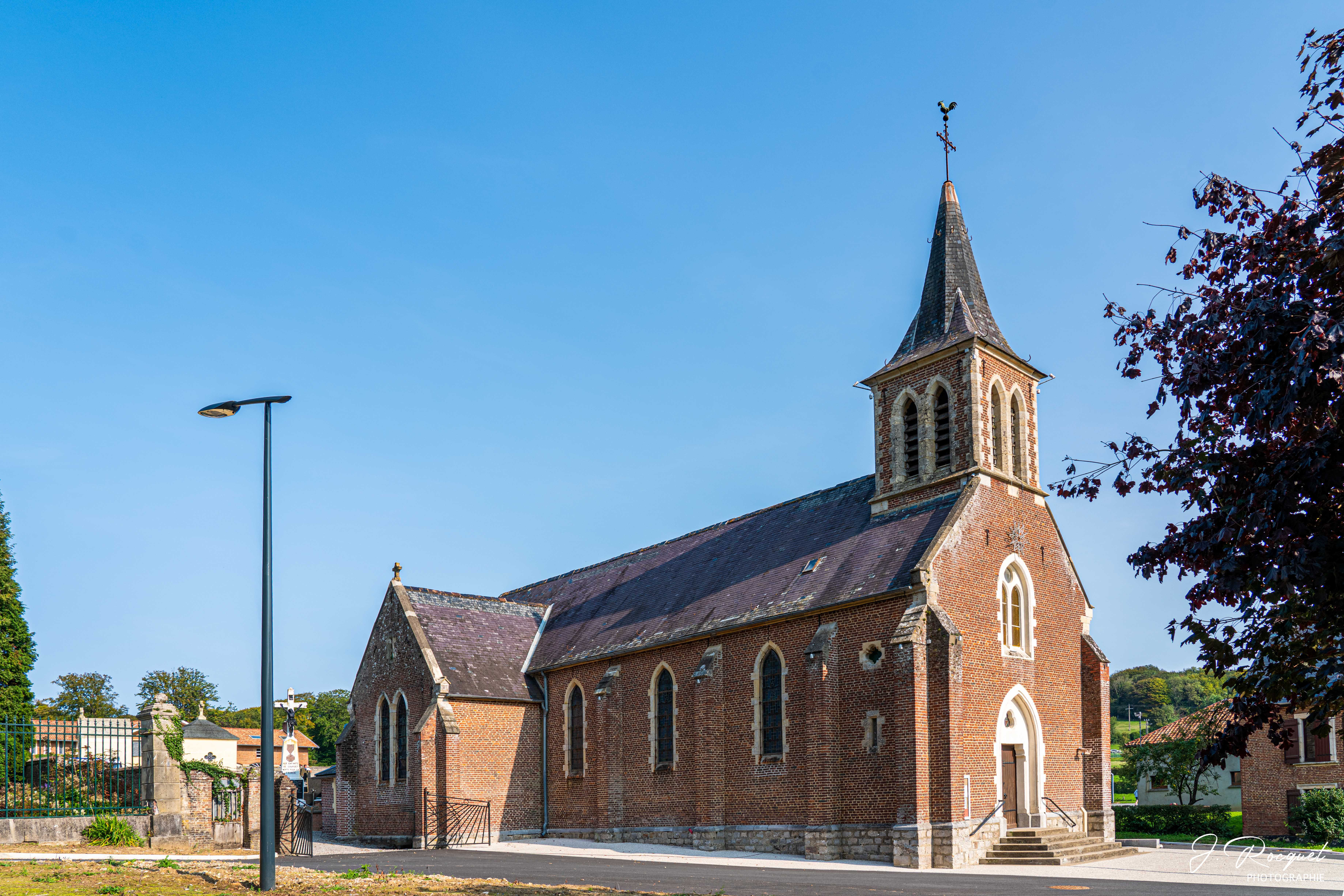
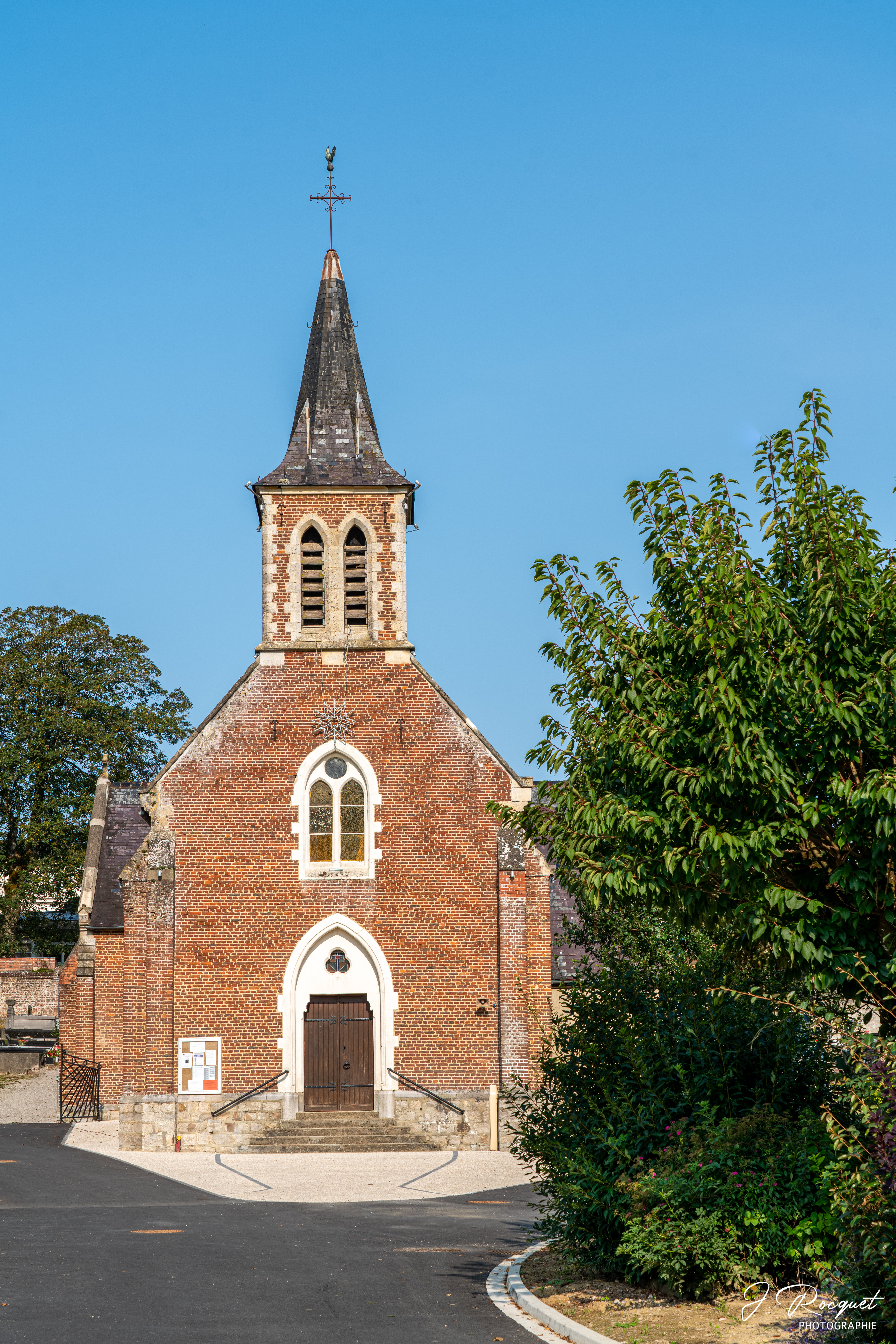
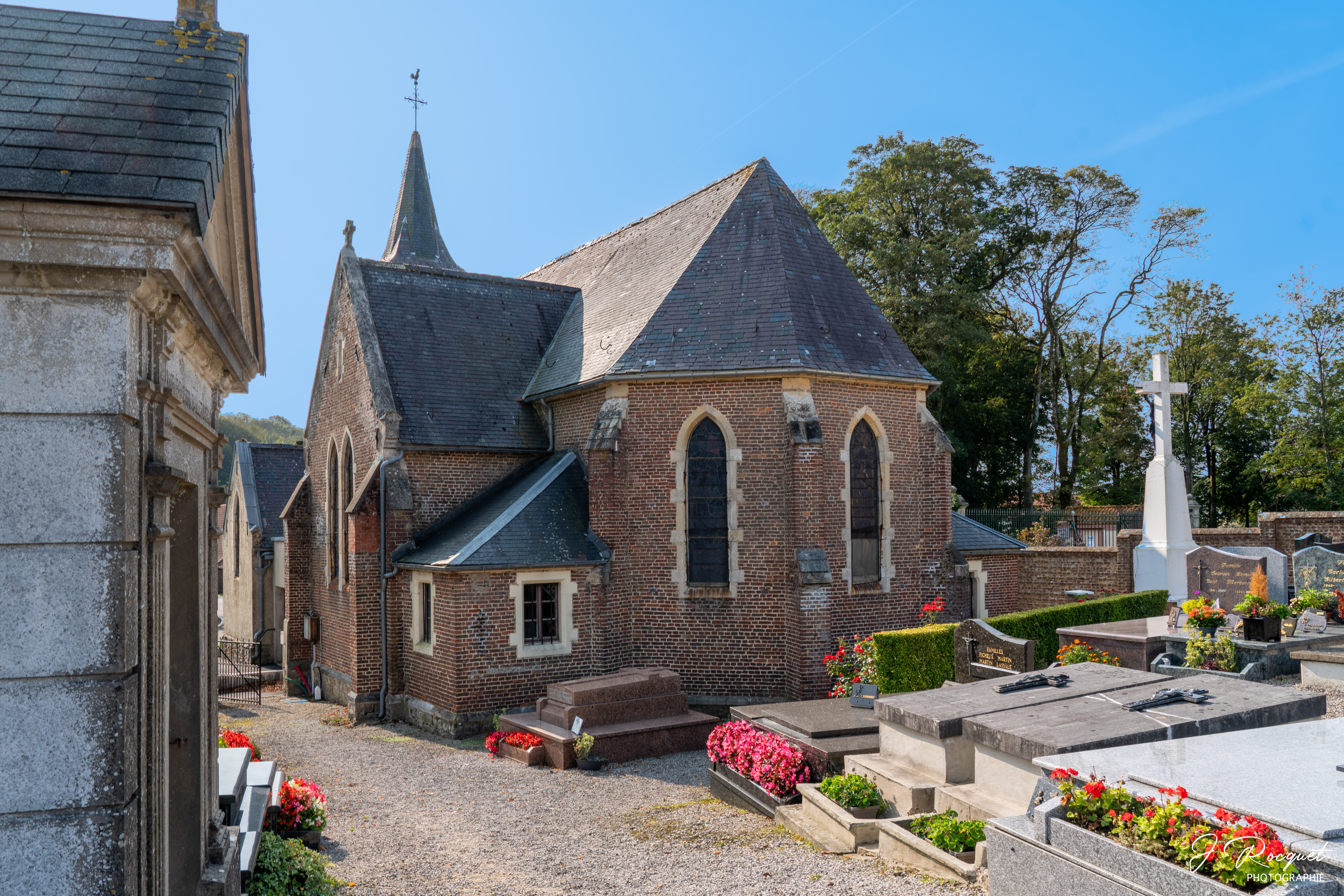

- Le château : près de l'église Saint-Maurice et de la mairie, le château de Courset est situé au sein d'un vaste domaine.

Acheté en 1728 par Georges du Mont, ancien chirurgien du régent, son petit-fils Georges-Louis-Marie fut un botaniste de renom, qui aménagea le parc du château et y planta de nombreuses essences.
À sa mort, en 1824, le château fut transmis à sa fille unique, épouse de Fortuné-Louis-Joseph-Valentin-Hubert de Malet de Coupigny (12 mai 1778, † 24 janvier 1833), lui-même frère de Valentin-Charles-Hubert de Malet de Coupigny (18 juillet 1771, † 17 avril 1844), qui fut député à la chambre introuvable. Il entreprit de reconstruire le château. Celui-ci demeura dans la famille de Malet de Coupigny jusqu'en 1923.
Ce n'est qu'en 1923, alors qu'il était devenu la propriété de Georges Martel (dit Geo Martel, faïencier d'art à Desvres), qu'il fut agrandi suivant les plans d'un architecte de Boulogne-sur-Mer, M. Dutertre.
Depuis 1971 cette propriété abrite un foyer de charité et un établissement scolaire catholique : l'école et le collège privés Sainte-Odile. Cet établissement accueille environ 200 élèves, demi-pensionnaires et internes.

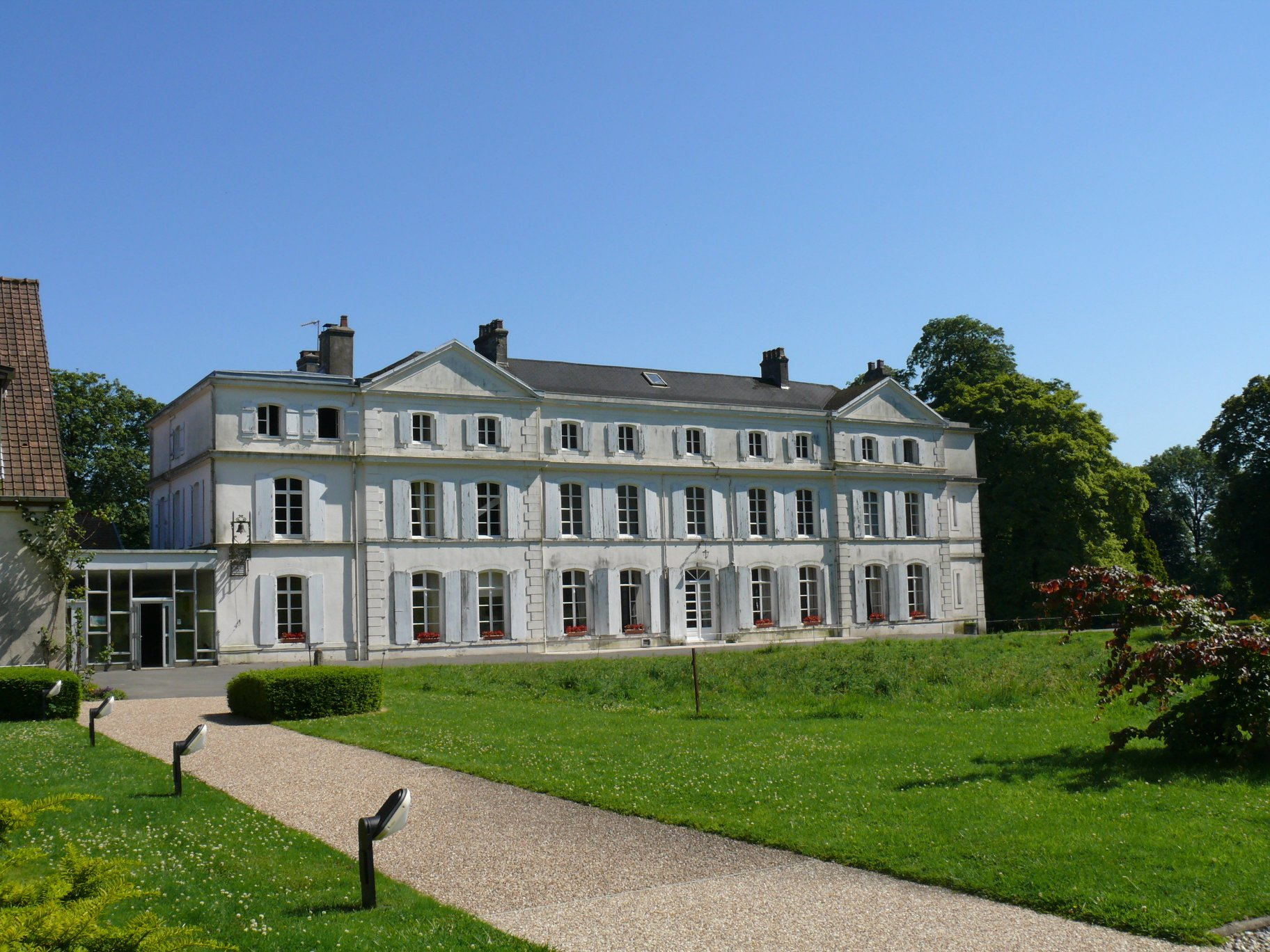
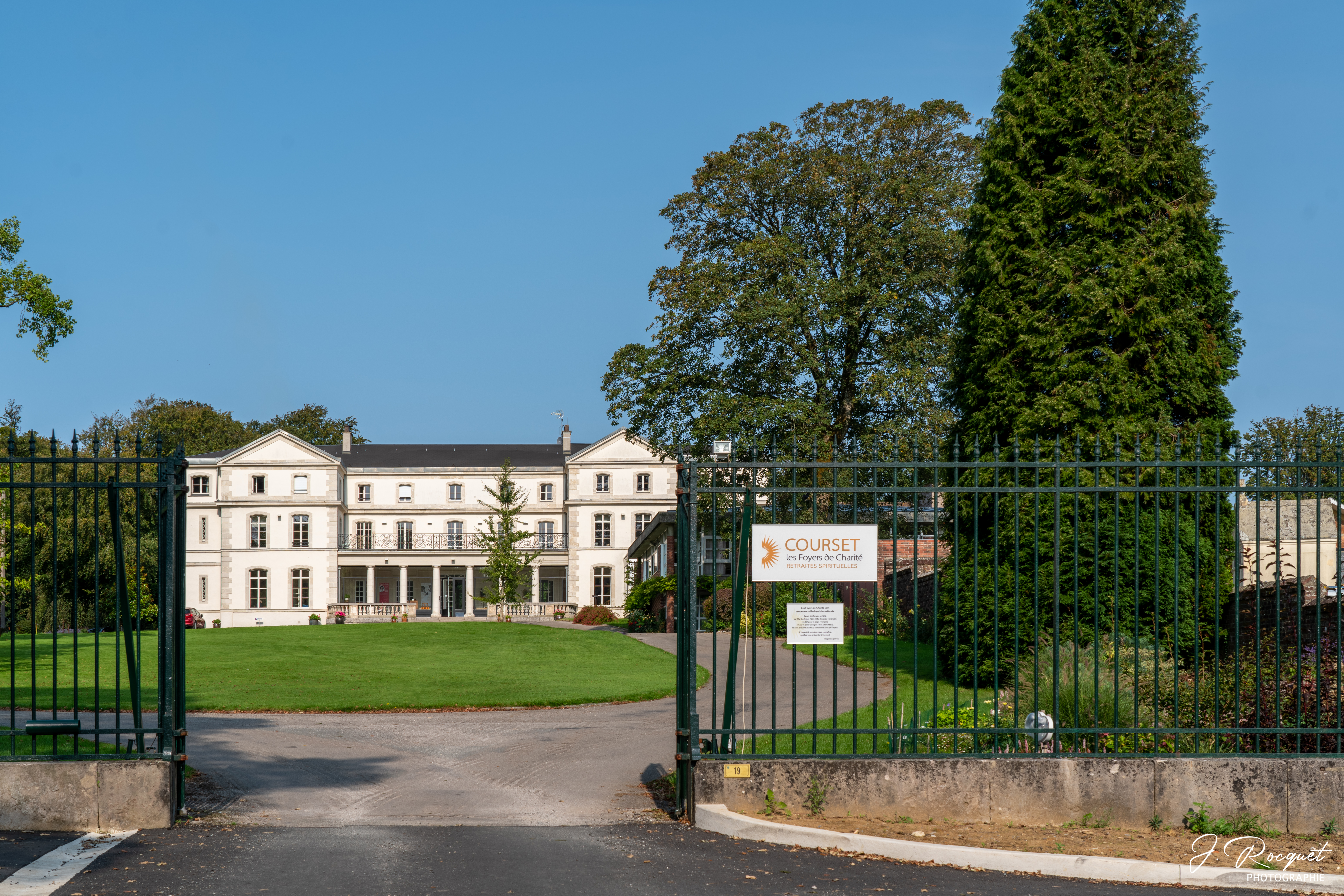
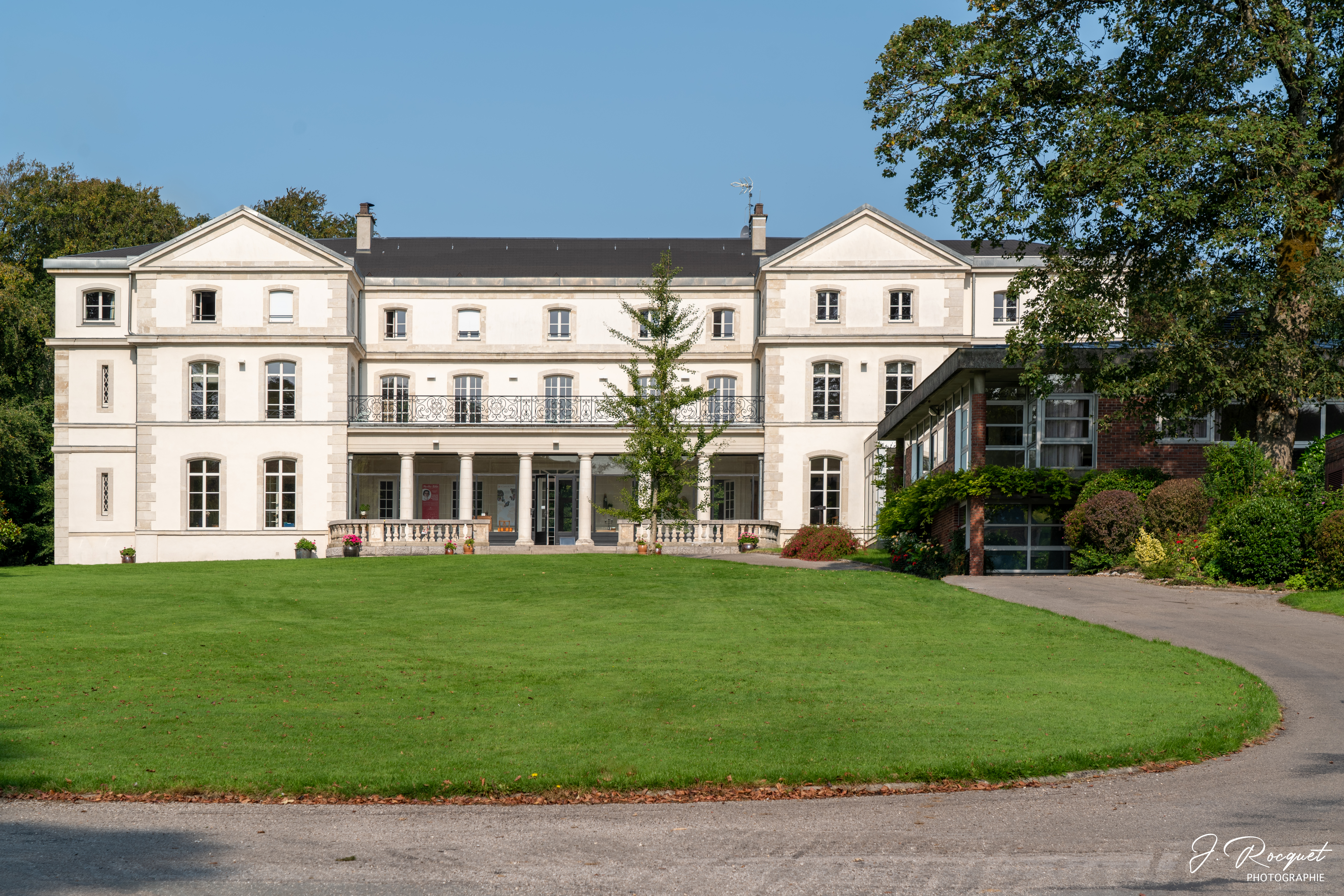

- L'Église Saint-Maurice.

- Le monument aux morts[51].

### Personnalités liées à la commune
- Georges Louis Marie Dumont de Courset (1746-1824), botaniste et agronome français, installé et mort au château de Courset.

### Héraldique
| Blason de Courset | Blason  | D'azur au chevron d'or accompagné de trois serres d'aigle du même. |
| Blason de Courset | Détails | Armoiries de Georges du Mont, ancien chirurgien du Régent, et grand-père de Georges Louis Marie Dumont de Courset, qui acheta le château de Courset en 1728. Le statut officiel du blason reste à déterminer. |

## Pour approfondir